# 殲敵者號核潛艇
歼敌者号（又名殲敵號）是印度第一艘自行建造的彈道飛彈核子动力潜艇，也是現役唯一一艘弹道导弹核潜艇，是计划建造五艘中的第一艘，屬於6千噸小噸位核潛艦，有發射中程彈道核飛彈能力。歼敌者号使印度成为继美国、俄罗斯、法国、英国和中国後，第六個可制造核潜艇的国家。印度本身已有一艘由俄羅斯租借的阿库拉级核潜艇海豹號。殲敵號於2013年8月10日啟動核反應堆，為試航做準備，在2016年正式在印度海軍服役。
印度花费了近20年的时间研发歼敌号，这艘核潜艇是在俄罗斯的技术援助下建造的。歼敌号排水量6000吨，艇长104米，宽10米，水下航速22节，水面航速25节造價1400多億盧比，由一个核反应堆提供动力，并且配备12枚射程为750公里的K-15弹道导弹（即是每個發射器裝載3枚），或者，4枚射程3500公里的K-4彈道飛彈。舰载水手约100人。印度在歼敌号上成功试射了潜射弹道导弹，印度成為全世界第六个可以在海陆空进行核打击和反核打击的國家。

## 服役史
歼敌号于2009年7月26日下水。位于新德里的国家海事基金会主任乌代·巴斯卡尔说，歼敌号下水标志着印度的一项重要的技术成就，从而使印度步入能够设计和建造核动力潜艇的少数几个国家之列。巴斯卡尔说：“我的感觉是，印度还需要三至五年的时间确保这艘核潜艇一切按计划和设计运行，其核动力运转可靠。核潜艇下水的重要意义在于，印度现在已经公开承认它寻求获得核潜艇，并已表明它有能力设计和建造这样一个平台。”
印度总理辛格主持潜艇下水仪式，称之为在印度国防准备方面一个“具有历史意义的里程碑”。辛格总理说：“我们没有任何侵略企图，也不会威胁任何人。”但他表示，海洋正日益成为印度安全利益的一部分，因此需要“重新调整我们的军备，以应对不断变化的环境”。
2015年11月，该潜艇成功试射了未装战斗部的K-15弹道导弹。
2018年1月，《印度教徒报》网站援引印度海军消息人士话称，2017年初，殲敵者號於訓練航行時犯下重大人為失誤，艦尾外艙門未關閉就潛入水中且無人發現，大量水灌入輪機艙和部分作戰電子艙，導致大量艦內裝備損毀，而其中多數設備源自進口，印度國內無法更換，之後長達一年潛艦失去作戰能力停泊在船塢。
2022年10月，该潜艇成功试射一枚弹道导弹，印度国防部表示导弹以极高的精度击中了孟加拉湾的目标区域。